# 絶メシロード
『絶メシロード』（ぜつメシロード）は、2020年1月25日からテレビ東京「ドラマ25」で土曜 0:52 - 1:23（金曜深夜）に放送されたテレビドラマ。主演は地上波連続ドラマ初主演となる濱津隆之。その後、スペシャル版や続編が放送されシリーズ化されている。

## 概要
株式会社博報堂ケトルによる群馬県高崎市のローカルグルメサイトである「絶メシリスト」が原案となっており、ごく普通の中年サラリーマンがストレスを発散させるために、「誰も誘わない」「誰も巻き込まない」「予算はお小遣いの範囲内」をモットーとして、金曜日の勤務後から土曜日の夕方までに車に乗って日本全国のどこかの絶滅しそうなメシを求めて1泊2日の旅（車中泊）をする物語。実在の店舗、メニューが劇中に登場しており、店舗パートは店主への取材をもとに構成されている（毎回エンディングでは写真で店の歴史やモデルとなった店主と俳優の写真なども掲載される）。
2021年1月2日（1日深夜）に『絶メシロード 2021年 元日スペシャル』として特別編が放送された。
2022年8月27日（26日深夜）から10月15日（14日深夜）まで、「ドラマ25」にてseason2が放送された。
2023年3月3日（2日深夜）・10日（9日深夜）の2週にかけて「木ドラ24」にて、『絶メシロード 出張編』が佐賀県情報発信プロジェクト「サガプライズ!」とのコラボレーションによる特別編として放送された。
2024年12月21日（20日深夜）・28日（27日深夜）の2週にかけて「ドラマ25」にて、『絶メシロード 2024』が放送された。
2025年3月7日（6日深夜）には「木ドラ24」にて、Jリーグとのとのコラボレーションによる特別編として『絶メシロード 開幕編』が放送された。2月13日（12日深夜）にはスピンオフバラエティー「絶メシ車内会議 Jリーグ編」も放送された。

## あらすじ
家族に邪険に扱われがちなどこにでもいるサラリーマン、民生。妻と娘がお気に入りの男性アイドルコンサートに出かける金曜夜から土曜夕方まで「誰も誘わない」「誰も巻き込まない」「予算はお小遣いの範囲内」をモットーに、地域で愛される個人飲食店の味を求め、小さな大冒険を行っている。車中泊では勤務する会社や家族のことを思い出し、店舗では常連客や店主とのやり取りで、絶滅してしまうかもしれない味や風景を噛みしめていく。

## キャスト
須田民生
演 - 濱津隆之
どこにでもいそうなごく普通のサラリーマン。
誰も誘わず、誰も巻き込まず、そして予算はお小遣いの範囲内をモットーに、週末に自家用車（Honda FREED+）で日本全国の絶メシを求めて1泊2日の旅を楽しんでいる。2021年元日スペシャルまでは髭を生やした容貌だったが、シーズン2では剃っている。
須田佳苗
演 - 酒井若菜
民生の妻。
シーズン1ではアイドルグループ「Tear Drops」の大ファンでイベントが行われるたびに娘と出かけていた。民生の旅は基本的に妻と娘が「Tear Drops」のライブ・イベント遠征で不在となる週末に合わせて行っている。ツアーが終わると聞くと民生は旅も終わりかと落ち込んでおり、2021年元日SPでは久々の遠征が決定した事で民生も旅が出来ると喜んでいた。
シーズン2では毎週土曜日に自宅でプリザーブドフラワー教室を始めていて、この間に（家にいられるとなにかと邪魔なので）民生が旅に出るきっかけとなる。
須田紬
演 - 西村瑠香（青春高校3年C組）
民生の娘。シーズン1時点では高校2年生。アイドルグループ「Tear Drops」の大ファン。一人で地方のイベントに赴くこともあり、10話では現地で民生と合流、鏑木とも合流して鏑木の車で民生と共に車中泊を経験した。
シーズン2では大学に進学して一人暮らししている（写真のみの出演）。民生は時折、紬が個人でやっているライブ配信を覗くことで「生存確認」している。
鏑木勉
演 - 山本耕史
民生が行く先々で時々出会う一風変わった男性。職業はフリーライター。未改造車に乗る民生を「ノーマルさん」と呼び、（一方的に）マブだとも思っている。
車中泊マスターを自称し、何度か登場した際はベテランのように振舞っていたが、9・10話にて改めて自身の車中泊歴を語った際にはシーズン1時点で車中泊歴2年程度だったと判明した。
また自家用車（トヨタ・ハイエース）の改造に1000万円以上を妻に内緒でつぎ込んでいたことも判明、これが原因で妻は輪島の実家に帰ってしまっていた。
シーズン1の9・10話では民生の影響で絶メシめぐりを担当し、キャストクレジットもトップになっていた。
シーズン2では妻の機嫌を直すために（シーズン1のハイエースより安価な）N-VANに車種を変更している。

## ゲスト

### season1
第1話
- 梅沢たか子 （礼子の母） - 平田敦子
- 田淵（常連客） - 平原テツ
- 梅沢礼子（「たかちゃんうどん」店主） - 安藤玉恵
- 堀内正人（民生の後輩） - 長村航希（第2話・第4話・第7話・第11話・2021年元日スペシャル[4]・Season2第5話）
- 疋田（民生の上司） - 北山雅康（第2話・第7話・第8話・第11話・2021年元日スペシャル・出張編後編（声のみ））

第2話
- 南城（常連客） - 川瀬陽太
- 太一（常連客） - 奥野瑛太
- 渡辺智弘（富子の息子） - 飯田芳
- 渡辺富子（「とみ食堂」店主） - 根岸季衣

第3話
- 夏目環奈（民生の後輩） - 梅本静香（第7話・第8話）
- 川瀬（常連客） - 廣川三憲
- 善養寺静雄 （「香珍」店主） - 高橋長英

第4話
- 池崎（民生のクライアント） - 野間口徹（第9話）
- 小川直明（「とんかつ一」店主） - 春海四方

第5話
- 佐原佳江（「こころ」店主） - 朝加真由美
- 店主の夫 - 佐戸井けん太
- 坂口（漁協職員） - 新虎幸明
- カップル・男 - 高橋里恩
- カップル・女 - みはと

第6話
- 芝田守康（「The Cabin」店主） - ミッキー・カーチス
- 西野（民生の同期） - 忍成修吾

第7話
- 川邉義友（「パリー食堂」店主） - 諏訪太朗
- 川邉晃希（義友の孫） - 上川周作
- 川邉晃希（子供時代） - 鴇田蒼太郎

第8話
- 佐山（民生の同僚） - 和田正人
- 轟（道の駅で出会った人） - 川野直輝
- 客 - 吉田亮
- 櫻井の妻 - 工藤時子
- 櫻井要祐（「焼きそば 櫻井」店主） - 有薗芳記

第9話
- 岡本澄子（「ロードパーク 女の浦」店主） - 木野花
- おばさん - 原扶貴子
- 鏑木景子（鏑木の妻） - 遊井亮子（第10話）※声と写真

第10話
- 岩田隆夫（「お食事処 ポーク」店主） - 浜田晃
- 岩田寿弥恵（隆夫の娘） - 霧島れいか

第11話
- 島崎軍治（「島勝」店主） - 不破万作
- 島崎幸子（軍治の妻） - 山下容莉枝
- 片桐康夫（客） - 坂田聡

第12話
- 佐藤秀喜（秀美の夫） - モロ師岡
- 佐藤秀美（「食堂S.S」店主） - 宮田早苗
- Tear Drops - 青春高校3年C組男子アイドル部（河野紳之介、黒田照龍、久保侑大、田中柊斗）※写真

2021年元日スペシャル
- 鈴木（洋風食堂 れむの巣・店主） - 国広富之[4]
- 店主の妻 - 山口果林
- 秋山（お食事処 大将・マスター） - 泉谷しげる[4]
- マスターの妻 -  山口美也子
- マスターの姉 -  左時枝
- ラジオ番組の声 -  マンボウやしろ、森香澄
- 民生の同僚 -  秋山ゆずき

### season2
第1話
- 滝口幸雄（「真珠の庭」店主） - 木場勝己
- 滝口洋子（「真珠の庭」女将） - 藤田弓子

第2話
- 平渡延江（「かきた食堂」女将） - 宮崎美子
- 平渡宏道（「かきた食堂」店主） - 村松利史
- 客 - しのへけい子

第3話
- 田島保雄（「コンパル」店主） - 秋野太作
- 客 - 塩田朋子
- ラジオ番組の声 - マンボウやしろ

第4話
- 水石高義（「キッチンミナミ」店主） - 酒井敏也
- 水石由美子（「キッチンミナミ」女将） - 鴨鈴女

第5話
- 鈴木泰男（「鈴や食堂」店主） - 森次晃嗣
- 鈴木泰則（店主の息子） - 須田邦裕
- 小学生 - 川原瑛都
- 釣り人 - 五頭岳夫
- 客 - 山崎潤

第6話
- 鈴木豪（「ますや」店主） - 渋川清彦
- 宮澤恵美（「ますや」店員） - 久保田磨希

第7話
- 光（民生の義父） - 佐藤B作
- 杉山茂（「きくのや」店主） - 菅原大吉

第8話
- 本田晴菜（「愉宇」店員） - 徳永えり
- インストラクター - 竹脇まりな（映像出演）
- 晴菜の祖父 - 山下ケイジ
- 晴菜（子供時代） - 板垣樹

### 出張編
- 鮫島太一 - 白竜[13]
- 鮫島の娘 - 山下七子 ※写真[14]

前編
- 有田 - 國本鍾建
- 峰博美（「さんゆうし」店主） - 多田通康
- 峰洋子（店主の妻） - 岡本麗

後編
- 加藤均（「ぎょうざ屋」店主） - 遠山俊也

### 2024
1泊目
- 市村菊蘭（店主の妻） - 趙愛芬
- 市村文雄（「いちむら」店主） - 野添義弘

2泊目
- 本多眞由美 - 松本じゅん
- 本多靖子 - 井上夏葉
- 本多正典 - 近藤芳正

### 開幕編
- 澤下 - 宮崎吐夢
- 伊藤幸夫（「幸楽」店主） - 徳井優

## スタッフ

### season1
- 原案 - ローカルグルメサイト「絶メシリスト」（群馬県高崎市）
- 脚本 - 森ハヤシ、村上大樹、家城啓之
- 演出 - 菅井祐介、古川豪、小沼雄一、原廣利
- 音楽 - 河野丈洋
- 主題歌 - スカート「標識の影・鉄塔の影」（PONY CANYON）[15]
- ナレーター 兼 カーナビ音声 - 甲斐田裕子
- コンテンツプロデューサー - 太田勇、滝山直史
- プロデューサー - 寺原洋平、畑中翔太、田川友紀
- キャスティングプロデューサー - 高柳亮博
- プロモーション協力 - Carstay株式会社[16]
- 制作 - テレビ東京、テレコムスタッフ
- 製作著作 - 「絶メシロード」製作委員会

### season2
- 原案 - 「絶メシリスト」（博報堂ケトル）
- 企画・脚本・プロデュース - 畑中翔太（dea/BABEL LABEL）
- 脚本 - 森ハヤシ、マンボウやしろ、大歳倫弘
- 演出 - 菅井祐介、小沼雄一、名倉良祐
- 音楽 - 河野丈洋
- 主題歌 - スカート「架空の帰り道」（PONY CANYON/IRORI Records）[1]
- キャスティングプロデューサー - 高柳亮博
- コンテンツプロデューサー - 徳竹芽依（テレビ東京）
- プロデュース - 寺原洋平（テレビ東京）、太田凌介（テレビ東京）、石川竜輝（テレコムスタッフ）
- 制作 - テレビ東京、テレコムスタッフ
- 製作著作 - 「絶メシロード2」製作委員会

### 2024
- 原案 - 『絶メシリスト』（博報堂ケトル）
- 総合演出 - 菅井祐介
- 監督 - 小沼雄一、名倉良祐
- 脚本 - 森ハヤシ
- 企画・脚本・プロデュース - 畑中翔太（BABEL LABEL）
- プロデューサー - 寺原洋平（テレビ東京）、加瀬未奈（テレビ東京）、石川竜輝
- 製作 - テレビ東京、テレコムスタッフ

## 放送日程
| 話数       | 放送日        | サブタイトル                                                      | 脚本     | 演出     |
| ---------- | ------------- | ----------------------------------------------------------------- | -------- | -------- |
| 第1話      | 2020年1月25日 | 山梨県富士吉田市「たかちゃんうどん」                              | 森ハヤシ | 菅井祐介 |
| 第2話      | 2月01日       | 千葉県木更津市「大衆食堂とみ」                                    | 村上大樹 | 菅井祐介 |
| 第3話      | 2月08日       | 群馬県高崎市「香珍」                                              | 家城啓之 | 小沼雄一 |
| 第4話      | 2月15日       | 静岡県下田市「とんかつ一（はじめ）」                              | 村上大樹 | 小沼雄一 |
| 第5話      | 2月22日       | 千葉県銚子市「こころ」                                            | 森ハヤシ | 古川豪   |
| 第6話      | 2月29日       | 神奈川県横須賀市「The Cabin」                                     | 家城啓之 | 菅井祐介 |
| 第7話      | 3月07日       | 埼玉県秩父市「パリー食堂」                                        | 森ハヤシ | 菅井祐介 |
| 第8話      | 3月14日       | 栃木県栃木市「焼きそば櫻井」                                      | 家城啓之 | 古川豪   |
| 第9話      | 3月21日       | 石川県志賀町「ロードパーク女の浦」                                | 村上大樹 | 原廣利   |
| 第10話     | 3月28日       | 富山県富山市「お食事処ポーク」                                    | 村上大樹 | 原廣利   |
| 第11話     | 4月04日       | 東京都奥多摩町「島勝」                                            | 家城啓之 | 古川豪   |
| 第12話     | 4月11日       | 長野県塩尻市「食堂S.S」                                           | 森ハヤシ | 菅井祐介 |
| スペシャル | 2021年1月01日 | 長野県軽井沢町「洋風食堂 れむの巣」 群馬県高崎市「お食事処 大将」 | 森ハヤシ | 小沼雄一 |

| 話数  | 放送日         | サブタイトル                      | 脚本           | 演出     |
| ----- | -------------- | --------------------------------- | -------------- | -------- |
| 第1話 | 2022年08月27日 | 千葉県鴨川市「真珠の庭」          | 森ハヤシ       | 菅井祐介 |
| 第2話 | 09月03日       | 栃木県足利市「かきた食堂」        | 大歳倫弘       | 菅井祐介 |
| 第3話 | 09月10日       | 群馬県高崎市「コンパル」          | マンボウやしろ | 小沼雄一 |
| 第4話 | 09月17日       | 山梨県甲府市「キッチンミナミ」    | 畑中翔太       | 菅井祐介 |
| 第5話 | 09月24日       | 茨城県土浦市「鈴や食堂」          | マンボウやしろ | 小沼雄一 |
| 第6話 | 10月01日       | 神奈川県茅ケ崎市「ますや」        | 大歳倫弘       | 名倉良祐 |
| 第7話 | 10月08日       | 福島県いわき市「きくのや」        | 畑中翔太       | 菅井祐介 |
| 第8話 | 10月15日       | 東京都青梅市「奥多摩釜めし 愉宇」 | 森ハヤシ       | 菅井祐介 |

| 話数 | 放送日        | サブタイトル               | 脚本     | 演出     |
| ---- | ------------- | -------------------------- | -------- | -------- |
| 前編 | 2023年3月03日 | 佐賀県大町町「さんゆうし」 | 畑中翔太 | 菅井祐介 |
| 後編 | 3月10日       | 佐賀県佐賀市「ぎょうざ屋」 | 畑中翔太 | 菅井祐介 |

| 話数  | 放送日         | サブタイトル                 | 脚本     | 監督     |
| ----- | -------------- | ---------------------------- | -------- | -------- |
| 1泊目 | 2024年12月21日 | 茨城県つくば市「いちむら」   | 畑中翔太 | 小沼雄一 |
| 2泊目 | 12月28日       | 神奈川県足柄上郡「一休食堂」 | 森ハヤシ | 名倉良祐 |

| 放送日       | サブタイトル         | 脚本     | 監督     |
| ------------ | -------------------- | -------- | -------- |
| 2025年3月7日 | 東京都立川市「幸楽」 | 畑中翔太 | 名倉良祐 |

## 放送局
| 放送期間                | 放送時間                     | 放送局         | 対象地域       | 備考                     |
| ----------------------- | ---------------------------- | -------------- | -------------- | ------------------------ |
| 2020年1月25日 - 4月11日 | 土曜 0:52 - 1:23（金曜深夜） | テレビ東京     | 関東広域圏     | 製作局                   |
|                         |                              | テレビ大阪     | 大阪府         |                          |
|                         |                              | テレビ北海道   | 北海道         |                          |
|                         |                              | TVQ九州放送    | 福岡県         |                          |
| 2020年2月7日 - 4月24日  | 金曜 1:35 - 2:05（木曜深夜） | 日本海テレビ   | 鳥取県・島根県 |                          |
| 2020年2月12日 - 4月29日 | 水曜 1:00 - 1:30（火曜深夜） | テレビ愛知     | 愛知県         |                          |
| 2020年2月20日 - 5月7日  | 木曜 0:30 - 1:00（水曜深夜） | 石川テレビ     | 石川県         |                          |
| 2020年3月19日 - 6月4日  |                              | 鹿児島テレビ   | 鹿児島県       |                          |
| 2020年4月2日 - 6月18日  | 木曜 0:00 - 0:30（水曜深夜） | BSテレ東（2K） | 全国           |                          |
|                         |                              | BSテレ東4K     | 全国           | 4Kアップコンバートで放送 |
| 2020年4月6日 - 6月22日  | 月曜 1:00 - 1:30（日曜深夜） | テレビ和歌山   | 和歌山県       |                          |

| 放送期間                      | 放送時間                     | 放送局         | 対象地域   | 備考                     |
| ----------------------------- | ---------------------------- | -------------- | ---------- | ------------------------ |
| 2022年8月27日 - 10月15日      | 土曜 0:52 - 1:23（金曜深夜） | テレビ東京     | 関東広域圏 | 製作局                   |
|                               |                              | テレビ大阪     | 大阪府     |                          |
|                               |                              | テレビ愛知     | 愛知県     |                          |
|                               |                              | テレビ北海道   | 北海道     |                          |
|                               |                              | TVQ九州放送    | 福岡県     |                          |
| 2022年10月14日 - 12月2日      | 金曜 0:55 - 1:25（木曜深夜） | 長崎放送       | 長崎県     |                          |
| 2022年12月8日 - 2023年1月26日 | 木曜 0:00 - 0:30（水曜深夜） | BSテレ東（2K） | 全国       |                          |
|                               |                              | BSテレ東4K     | 全国       | 4Kアップコンバートで放送 |

| 放送期間            | 放送時間                     | 放送局       | 対象地域   | 備考   |
| ------------------- | ---------------------------- | ------------ | ---------- | ------ |
| 2023年3月3日 - 10日 | 金曜 0:30 - 1:00（木曜深夜） | テレビ東京   | 関東広域圏 | 製作局 |
|                     |                              | テレビ大阪   | 大阪府     |        |
|                     |                              | テレビ愛知   | 愛知県     |        |
|                     |                              | テレビ北海道 | 北海道     |        |
|                     |                              | TVQ九州放送  | 福岡県     |        |

## ネット配信
| 配信開始月 | 配信サイト     | 配信料金     | 備考                                                        |
| ---------- | -------------- | ------------ | ----------------------------------------------------------- |
| 2020年1月  | ひかりTV       | 定額制有料   | 第1話が1月17日23:00より先行配信、第2話以降も1週間先行で配信 |
| 2020年1月  | Paravi         | 定額制有料   | 第1話が1月17日23:00より先行配信、第2話以降も1週間先行で配信 |
| 2020年4月  | ネットもテレ東 | 広告付き無料 | BS放送終了後より見逃し配信                                  |
| 2020年4月  | TVer           | 広告付き無料 | BS放送終了後より見逃し配信                                  |
| 2020年4月  | GYAO!          | 広告付き無料 | BS放送終了後より見逃し配信                                  |

| 配信開始月 | 配信サイト     | 配信料金     | 備考       |
| ---------- | -------------- | ------------ | ---------- |
| 2022年8月  | ネットもテレ東 | 広告付き無料 | 見逃し配信 |
| 2022年8月  | TVer           | 広告付き無料 | 見逃し配信 |
| 2022年8月  | GYAO!          | 広告付き無料 | 見逃し配信 |
| 2022年8月  | ひかりTV       | 定額制有料   |            |
| 2022年8月  | Paravi         | 定額制有料   |            |

| 配信開始月 | 配信サイト     | 配信料金     | 備考       |
| ---------- | -------------- | ------------ | ---------- |
| 2023年3月  | ネットもテレ東 | 広告付き無料 | 見逃し配信 |
| 2023年3月  | TVer           | 広告付き無料 | 見逃し配信 |
| 2023年3月  | GYAO!          | 広告付き無料 | 見逃し配信 |
| 2023年3月  | Paravi         | 定額制有料   |            |

| 配信開始月 | 配信サイト         | 配信料金     | 備考       |
| ---------- | ------------------ | ------------ | ---------- |
| 2024年12月 | ネットもテレ東     | 広告付き無料 | 見逃し配信 |
| 2024年12月 | TVer               | 広告付き無料 | 見逃し配信 |
| 2024年12月 | Lemino             | 広告付き無料 | 見逃し配信 |
| 2024年12月 | U-NEXT             | 定額制有料   |            |
| 2024年12月 | Amazon Prime Video | 定額制有料   |            |

## 備考
2022年10月8日放送のseason2 第7話は『世界卓球2022 団体戦』の試合中継延長により、放送時間の変更が発生したことから、視聴者保護の観点から同話をテレビ東京のみ、同月10日 13:40 - 14:15に再放送する予定としていた。しかし、同放送時間に誤って、season1 第7話を放送してしまうという不体裁が発生した。これを受けて、テレビ東京は同月12日に謝罪すると共にseason2 第7話を同月14日 10:35 - 10:59に改めて再放送することを発表した。番組終了後の2022年10月27日のテレビ東京の定例会見で、改めて社長・編成局長が謝罪した。それによれば、放送事前にスタンバイをする編成部での情報の行き違いがあり、本来ならばプロデューサーが必ず確認するはずだが、今回の場合は再放送だったこともあり、担当者が放送内容を確認もせず。そのまま放送したと発表した。